# Хункоса, Хосе (шахматист)
Хосе Хункоса Молинс (исп. José Juncosa Molins; 20 марта 1887, Сарагоса — 10 июня 1972) — испанский шахматист, известный как изобретатель так называемого сарагосского начала — шахматного дебюта, начинающегося ходом 1. c2-c3. Публиковался в шахматных изданиях под настоящим именем и под псевдонимом Axédres.
Выступал как пропагандист этого дебюта начиная с 1919 года, опубликовал по этому поводу ряд статей в шахматной периодике и обобщающую брошюру «Моё сарагосское начало и шахматное искусство» (исп. Mi "Apertura Zaragozana" en el arte del Ajedrez; 1943, второе издание 1992).

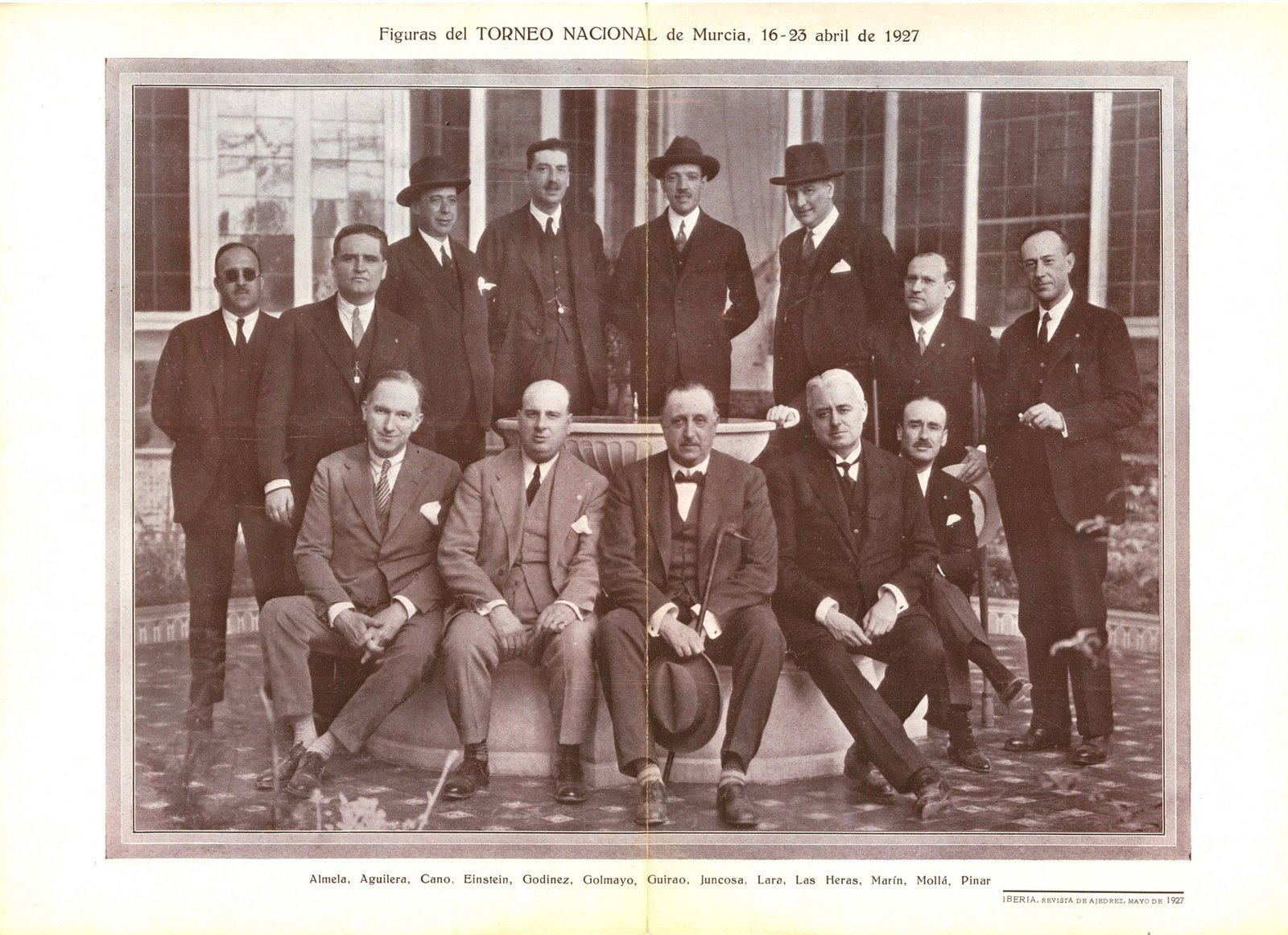
Участники Национального турнира в Мурсии (1927 г.). Сидят: крайний слева — М. Гольмайо, 2-й справа — В. Марин. Стоят: 2-й слева — С. Молья, 2-й справа — Х. Хункоса. Остальные по алфавиту: Альмела, Х. Агилера, Гирао, Годинес, Кано, Лара, Лас-Эрас, Пинар, Эйнштейн.

Получил опыт турнирной игры во время пребывания в 1916—1917 гг. в Париже, где, в частности, выиграл матч у Эжена Антониади в Кафе де ля Режанс. Вернувшись в Сарагосу, стал главным организатором местной шахматной жизни, соучредителем городского шахматного клуба, ставшего в дальнейшем одним из соучредителей национальной шахматной федерации. В 1919 г. выступил как организатор общенационального турнира в Сарагосе, на котором занял второе место после Мануэля Гольмайо. В 1921 г. занял третье место на турнире мастеров в Мадриде, в 1927 г. — второе место на турнире мастеров в Мурсии.
Выступал также как шахматный композитор. В 1938 и 1943 гг. организовал два международных конкурсов шахматных этюдов (в обоих выиграл Анри Ринк).
Как шахматный педагог был одним из учителей Рамона Рея Ардида.